# 김용국 (군인)
김용국(金龍國, 1920년 4월 18일 ~ 1984년 1월 2일)은 일제강점기와 대한민국의 군인으로, 경성부(지금의 서울특별시) 출신이다.

## 생애
1939년 3월 만주국 중앙육군훈련처에 입학했으며 1940년 12월 제8기로 졸업했다. 1941년 4월 강상군 소위로 임관된 뒤부터 만주국군 소위로 복무했고 이러한 경력 때문에 민족문제연구소의 친일인명사전 수록자 명단의 군 부문에 포함되었다.
광복 이후인 1948년 대한민국 해군사관학교 특별교육 1기를 수료한 뒤 해군 장교로 임관되었으며 한국 전쟁 당시 백령도 주둔 대한민국 해병대 사령부 중령을 역임했다. 1961년 해병 준장으로 5·16 군사 정변에 가담했으며 국가재건최고회의 혁명재판부 제5심판부장을 역임했다.
1962년부터 1969년까지 해병대 기획참모부장(1962년), 해병 포항기지 사령관 겸 진해기지 사령관(1964년), 대한민국 국방부 기획국장(1965년), 해병대 부사령관(1969년)을 차례로 역임했으며 1970년 9월 25일 해병대 소장으로 예편되었다. 예편 이후에 동신화학공업(東信化學工業)주식회사 부사장을 역임했고 1972년 12월 통일주체국민회의 초대 대의원으로 당선되었다. 충무무공훈장과 미국 동성훈장 등을 수여받았다.

## 학력
- 만주국 중앙육군훈련처 졸업
- 대한민국 육군사관학교 특3기
- 조선경비보병학교 졸업
- 대한민국 해군사관학교 정훈 특1기
- 대한민국 국방대학교 졸업

## 참고 자료
- 민족문제연구소 (2009). 〈김용국 (1)〉. 《친일인명사전 1 (ㄱ ~ ㅂ)》. 서울. 506 ~ 507쪽.